# Ilhas de Barlavento
Die Ilhas de Barlavento (deutsch Inseln über dem Winde) sind eine Inselgruppe im Archipel der Kapverdischen Inseln.
Zur Inselgruppe zählen:
| Insel        | Koordinate           | Fläche km² | Einwohner |
| ------------ | -------------------- | ---------- | --------- |
| Santo Antão  | 17° 4′ N, 25° 10′ W  | 779000     | 47.100    |
| São Vicente  | 16° 51′ N, 24° 58′ W | 227000     | 83.000    |
| Santa Luzia  | 16° 46′ N, 24° 45′ W | 034000     | 0         |
| São Nicolau  | 16° 37′ N, 24° 16′ W | 388000     | 12.700    |
| Sal          | 16° 44′ N, 22° 56′ W | 216000     | 25.000    |
| Boa Vista    | 16° 6′ N, 22° 49′ W  | 620000     | 4.700     |
| Branco       | 16° 39′ N, 24° 41′ W | 003000     | 0         |
| Raso         | 16° 37′ N, 24° 36′ W | 007000     | 0         |
| dos Pássaros | 16° 55′ N, 25° 1′ W  | 000,023    | 0         |